# Подольск (Новосибирская область)
Подо́льск — деревня в Баганском районе Новосибирской области. Входит в состав Ивановского сельсовета.

## География
Площадь деревни — 41 гектар

## История
Основана в 1908 году. В 1928 году посёлок Подольский состоял из 102 хозяйства, основное население — украинцы. В административном отношении находился в составе Грушевского сельсовета Андреевского района Славгородского округа Сибирского края.

## Население
| 1926 | 1976 | 1995 | 2002 | 2007 | 2010 |
| ---- | ---- | ---- | ---- | ---- | ---- |
| 338  | ↘176 | ↘149 | ↘140 | ↘116 | ↘110 |

## Инфраструктура
В деревне по данным на 2006 год функционируют 1 учреждение здравоохранения, 1 образовательное учреждение.